# Getting on
Getting on — brytyjski krótki serial komediowy (czarna komedia), którego tematem jest funkcjonowanie współczesnej publicznej służby zdrowia.  Akcja serialu odbywa się wokół postaci Kim Wilde (Jo Brand), która po latach wraca do pracy jako pielęgniarka i musi się przystosować do nowych warunków pracy we współczesnym publicznym szpitalu: Clostridium difficile, biurokracji i poprawności politycznej.

## Odcinki
Obecnie zostały pokazane trzy odcinki pierwszej serii. Od 26 października BBC Four rozpoczęło emisję drugiego sezonu "Getting on".

## Główne role
- Jo Brand — pielęgniarka Kim Wilde
- Vicki Pepperdine — dr Pippa Moore
- Joanna Scanlan — siostra Den Flixter
- Ricky Grover — Matron Hilary Loftus

## Nagrody i  nominacje
- Jo Brand, Joanna Scanlan i Vicki Pepperdine były nominowane w 2009 do Royal Television Society Award za najlepszy scenariusz komediowy.
- Jo Brand oraz Joanna Scanlan były nominowane do BAFTA Television Award za najlepszą kobiecą rolę komediową.